# Jan Hus (film, 1954)
Pour plus de détails, voir Fiche technique et Distribution.
Jan Hus est un film tchécoslovaque réalisé par Otakar Vávra et sorti en 1954. Inspiré par la vie de Jan Hus (théologien, universitaire et réformateur religieux des XIVe et XVe siècles), héros national tchèque fêté le 6 juillet, il forme la première partie de la « trilogie hussite » qui comprend aussi Jan Žižka et Contre tous. Après la Révolution de Velours, des critiques tchèques reprochèrent à ce film de faire partie des films qui avaient strictement suivi la ligne du régime communiste tchécoslovaque.

## Synopsis

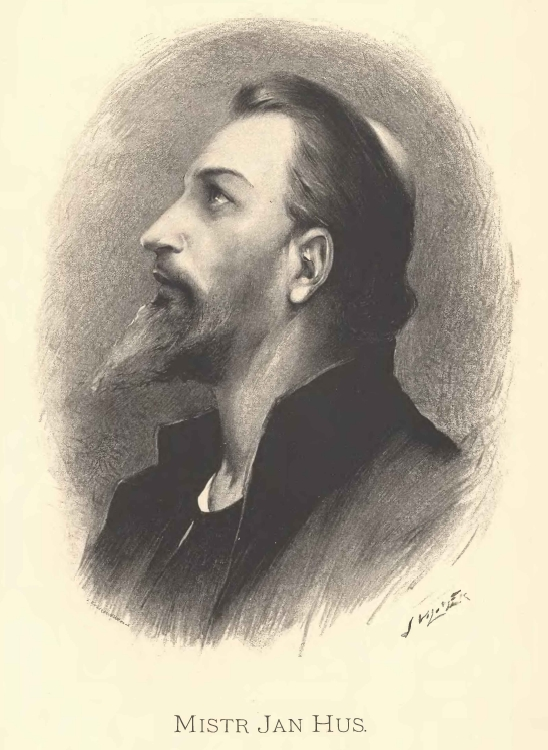
Jan Hus par Jan Vilímek.

La vie du héros national tchèque Jan Hus.

## Fiche technique
- Titre : Jan Hus
- Réalisation : Otakar Vávra
- Scénario : Miloš Václav Kratochvíl (de), Otakar Vávra
- Musique : Jiří Srnka (en)
- Directeur de la photographie : Václav Hanuš (cs)
- Montage : Antonín Zelenka
- Décors : Jiří Trnka, Oldrich Okác
- Durée : 125 minutes
- Pays d'origine :  Tchécoslovaquie
- Format : Couleur - 1,37:1 - Mono
- Date de sortie :
  - Pays-Bas : 6 juillet 1956

## Distribution
- Zdeněk Štěpánek : Jan Hus et Jan Žižka
- Vlasta Matulová : Sophie de Bavière
- Karel Höger : Venceslas Ier du Saint-Empire
- Jan Pivec : Sigismond Ier du Saint-Empire
- Ladislav Pešek
- Gustav Hilmar (en)
- Vítězslav Vejražka (cs)
- Eduard Kohout (cs)
- Václav Voska (cs) : Vinzenz von Wartenberg (de)
- Bedřich Karen (cs)
- František Smolík
- Rudolf Deyl : Stanislav ze Znojma (cs)
- František Kreuzmann
- Otomar Krejča
- Vladimír Řepa (cs)
- Marie Tomášová
- Vilém Besser (cs)
- Josef Mixa
- Josef Kemr
- Marie Brožová (cs)
- Vladimír Leraus (de)
- Rudolf Hrušínský
- Felix le Breux